# Bathkol Tessera
Bathkol Tessera is een tessera op de planeet Venus. Bathkol Tessera werd in 1997 genoemd naar Bathkol, godin van het noodlot in het oude Israël.
De tessera heeft een diameter van 1485 kilometer en bevindt zich in het quadrangle Pandrosos Dorsa (V-5).